# Павловский, Иван Григорьевич (министр)
Ива́н Григо́рьевич Павло́вский (5 июля 1922, с. Латыголь, Сенненский район, Витебская область, Белорусская ССР, — 22 июля 2007, Москва, Российская Федерация) — советский государственный деятель. Герой Социалистического Труда (1971). Депутат Верховного Совета СССР от Кемеровской области (1977—1984). Член ЦК КПСС (1981—1986).

## Биография
- 1941—1942 — дежурный по станции, заместитель начальника станции, инженер отделения Свердловской железной дороги.
- В 1942 году — курсант Свердловского пехотного училища.
- 1942—1947 — начальник станций Свердловской железной дороги, инспектор Воронежского отделения, заместитель начальника станции Воронеж-2 Юго-Восточной железной дороги.
- в 1950 году окончил ЛИИЖТ
- 1950—1953 — заместитель начальника, начальник отдела эксплуатации Челябинского отделения Южно-Уральской железной дороги.
- 1953—1959 — начальник станции Сталинград-1 Приволжской железной дороги.
- 1959—1961 — начальник Ртищевского отделения Приволжской железной дороги.
- 1961—1967 — первый заместитель начальника Приволжской железной дороги.
- 1967—1972 — начальник Приволжской железной дороги.
- 1972—1977 — заместитель Министра путей сообщения СССР — начальник Главного управления движения.
- 1977—1982 — Министр путей сообщения СССР[Комм 1]
- 1982—1984 — первый заместитель Постоянного представителя СССР в СЭВ.
- С апреля 1984 года — персональный пенсионер союзного значения.
- Скончался 22 июля 2007 года в г. Москве. Похоронен на Троекуровском кладбище[1].

## Награды
- Герой Социалистического Труда (1971)
- Орден Ленина
- Орден Октябрьской Революции
- два ордена Трудового Красного Знамени
- медали.

## Комментарии
1. ↑  О подоплёке его снятия Андроповым упоминается в воспоминаниях Горбачёва (Жизнь и реформы Архивная копия от 31 августа 2018 на Wayback Machine // Горбачёв-Фонд): после избрания генсеком Андропов заявил, «что не пойдёт на Пленум до тех пор, пока в его выступлении не будет говориться об ответственности конкретных руководителей тех министерств, где дела идут особенно плохо. Поэтому в текст и были вписаны резкие критические пассажи о работе транспорта, о состоянии металлургии и строительства… в скором времени руководителей этих министерств — Павловского, Казанца и Новикова — вообще отстранили от работы» (Казанец был министром до июля 1985).